# Batu Kebayan
Batu Kebayan is een bestuurslaag in het regentschap Lampung Barat van de provincie Lampung, Indonesië. Batu Kebayan telt 3329 inwoners (volkstelling 2010).